# Celosia semperflorens
Celosia semperflorens är en amarantväxtart som beskrevs av John Gilbert Baker. Celosia semperflorens ingår i släktet celosior, och familjen amarantväxter. Inga underarter finns listade i Catalogue of Life.